# Syndrome de réponse inflammatoire systémique

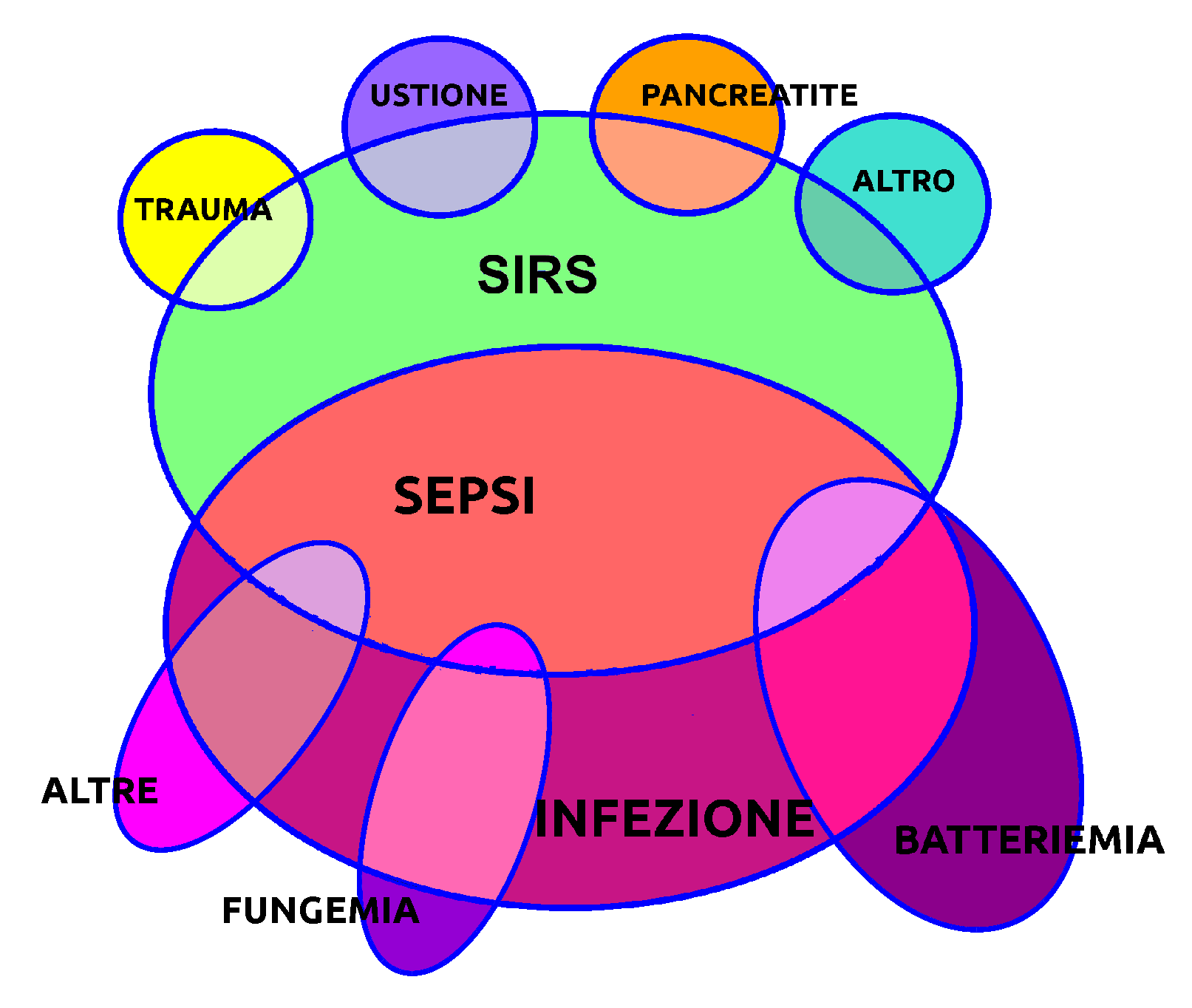
Schéma du SRIS (SIRS en anglais)

Le Syndrome de réponse inflammatoire systémique, ou SRIS, est un syndrome clinique correspondant à la réponse inflammatoire systémique à certaines agressions cliniques graves comme un état infectieux, un état de choc ou un traumatisme.
Il remonte à la classification des états septiques adoptée en 1992 basée sur l'intensité de la réponse de l'organisme à l'infection.
Cette classification est basée sur 4 éléments cliniques très simples et caractérisant le syndrome de réponse inflammatoire systémique : fièvre, tachycardie, tachypnée et hyperleucocytose. La simplicité de cette classification ayant justement pour but de permettre la reconnaissance précoce des états septiques, permettant de commencer rapidement une prise en charge thérapeutique adaptée.
Ce syndrome est caractérisé par la présence d'au moins deux des signes suivants :
- une température corporelle > 38,3 °C ou < 36 °C,
- une fréquence cardiaque > 90 battements par minute,
- une fréquence respiratoire > 20 par minute ou hyperventilation se traduisant par une PaCO2 < 32 mmHg (< 4,3 kPa) en air ambiant,
- une leucocytose > 12.000/mm3 ou < 4.000/mm3 ou > 10 % de cellules immatures.

## Pathologies non infectieuses potentiellement associées à un SRIS
Devant un malade présentant un SRIS, il faut s’efforcer de rechercher l'infection, mais il faut également éliminer d'autres causes non infectieuses de ce syndrome :
- Agression tissulaire : pancréatite aiguë, infarctus tissulaire (myocarde, pulmonaire, mésentère), maladie thrombo-embolique, érythrodermie, Hémorragie méningée, rejet de greffe, chirurgie majeure – traumatisme – hématomes
- Métabolique : crise hyper-thyroïdienne, insuffisance surrénale aiguë
- Pathologie inflammatoire : maladie de Still de l’adulte, LED en poussée, syndrome catastrophique des APL, PTT, DRESS syndrome
- Effet indésirable d’un traitement : réaction à un produit dérivé du sang, administration de cytokines (G-CSF, IL2,..), syndrome malin des neuroleptiques et syndromes de sevrage, hyperthermie maligne associée à l’anesthésie (produits halogénés, succinylcholine, etc.)
- Pathologie tumorale : cancers solides (du rein, etc.), lymphomes, syndrome de lyse tumorale

## Limites
L'utilisation des critères du SRIS pour dépister un état septique sévère de façon précoce a toutefois des limites, surtout chez les malades en réanimation :
- les critères sont tellement larges qu’ils n’ont aucune spécificité, ainsi en réanimation, 80 % des malades ont ces critères.
- même avec des critères aussi larges, il persiste un nombre important de faux négatifs, c’est-à-dire de malades ne remplissant pas les critères de SRIS alors qu’ils sont dans un état septique sévère.

Depuis d'autres critères et d'autres scores ont été créés pour améliorer la spécificité du SRIS. Il reste cependant un moyen simple mais peu spécifique, de dépister des états septiques, notamment en pré-hospitalier et aux urgences.